# 馬渡絢子
馬渡 絢子（まわたり あやこ、1995年6月1日 - ）は、日本の女優、声優。円企画所属。

## 経歴
長崎県生まれ、福岡県出身。2016年に円演劇研究所 入所。2017年に演劇集団 円会員昇格。

## 人物
趣味・特技は水泳。方言は博多弁。

## 出演作品

### 劇場アニメ
- リズと青い鳥（2018年、吹奏楽部員、図書委員）
- 劇場版 響け!ユーフォニアム〜誓いのフィナーレ〜（2019年、吹奏楽部員）

### 吹き替え

#### ドラマ
- アガサ・クリスティー ABC殺人事件（ベティ・バーナード）
- 女王ヴィクトリア 愛に生きる（クリアリー）
- マインドハンター（少女）

#### アニメ
- トイ・ストーリー4（カレン・ビバリー）
- 2分の1の魔法（アルテア）

### ラジオドラマ
- 青春アドベンチャー
  - 河童の記憶
  - シンクホール「わかれ道、その先」「そこにあるもの」
- ノスタルジック葉山

### 舞台
- アンフィニの会「雪だるまの幻想/驟雨」
- 爪の灯
- 屋根にふりつむ...
- わが町

### MV
- God bless you「きらり」